# Partecipazioni statali
Per partecipazione statale si intende un intervento dello stato nell'attività economica sia a livello di impresa sia di finanza, caratterizzato dal possesso, da parte dello Stato o comunque di un ente pubblico, di partecipazioni azionarie in società private, alle volte organizzate in holding a controllo pubblico.
Può esser realizzato con interventi normativi, come ad esempio la previsione di golden share.

## Nel mondo

### Italia
Le partecipazioni statali in Italia, a lungo organizzate sotto l'egida dell'Istituto per la Ricostruzione Industriale (IRI), in gran parte responsabile del miracolo economico italiano e che ancora nel 1993 risultava il settimo conglomerato al mondo per dimensioni con un fatturato di oltre 67 miliardi di dollari, vennero superate con l'avvento della "stagione delle privatizzazioni" a partire dal 1990.

### Spagna
Similmente all'Italia, anche Francisco Franco volle creare una grande holding pubblica nel 1941, l'Instituto Nacional de Industria (INI), responsabile dal 1959 del cosiddetto milagro económico (con il piano di stabilizzazione del 1959) e che nel 1995 è stata trasformata nella SEPI, anch'essa a partecipazione pubblica.